# 椎井康雄
椎井 康雄（靖雄、しい やすお、1906年（明治39年）1月15日 - 1989年（平成元年）5月25日）は、昭和期の実業家、政治家。参議院議員（1期）。

## 経歴
宮崎県宮崎郡佐土原町（現宮崎市）出身。1920年（大正9年）宮崎商業学校（現宮崎県立宮崎商業高等学校）を卒業した。
1937年（昭和12年）昭和水産合資会社常任理事に就任。その他、対満薬品工業社長、ツシマ化粧品社長、宮崎県運搬業組合長、社団法人華陽会理事会長などを務めた。
1947年（昭和22年）4月の第1回参議院議員通常選挙で宮崎県地方区に日本社会党公認で出馬して当選（補欠、任期3年）し、参議院議員に1期在任した。その後、1950年（昭和25年）6月の第2回参議院議員通常選挙で全国区に立候補したが落選した。
1986年（昭和61年）春の叙勲で勲四等旭日小綬章受章（勲八等からの昇叙）。
1989年（平成元年）5月25日死去、83歳。死没日をもって従五位に叙される。